# Oskar von Zoller

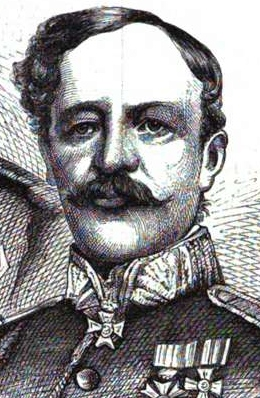
Generalleutnant Oskar von Zoller

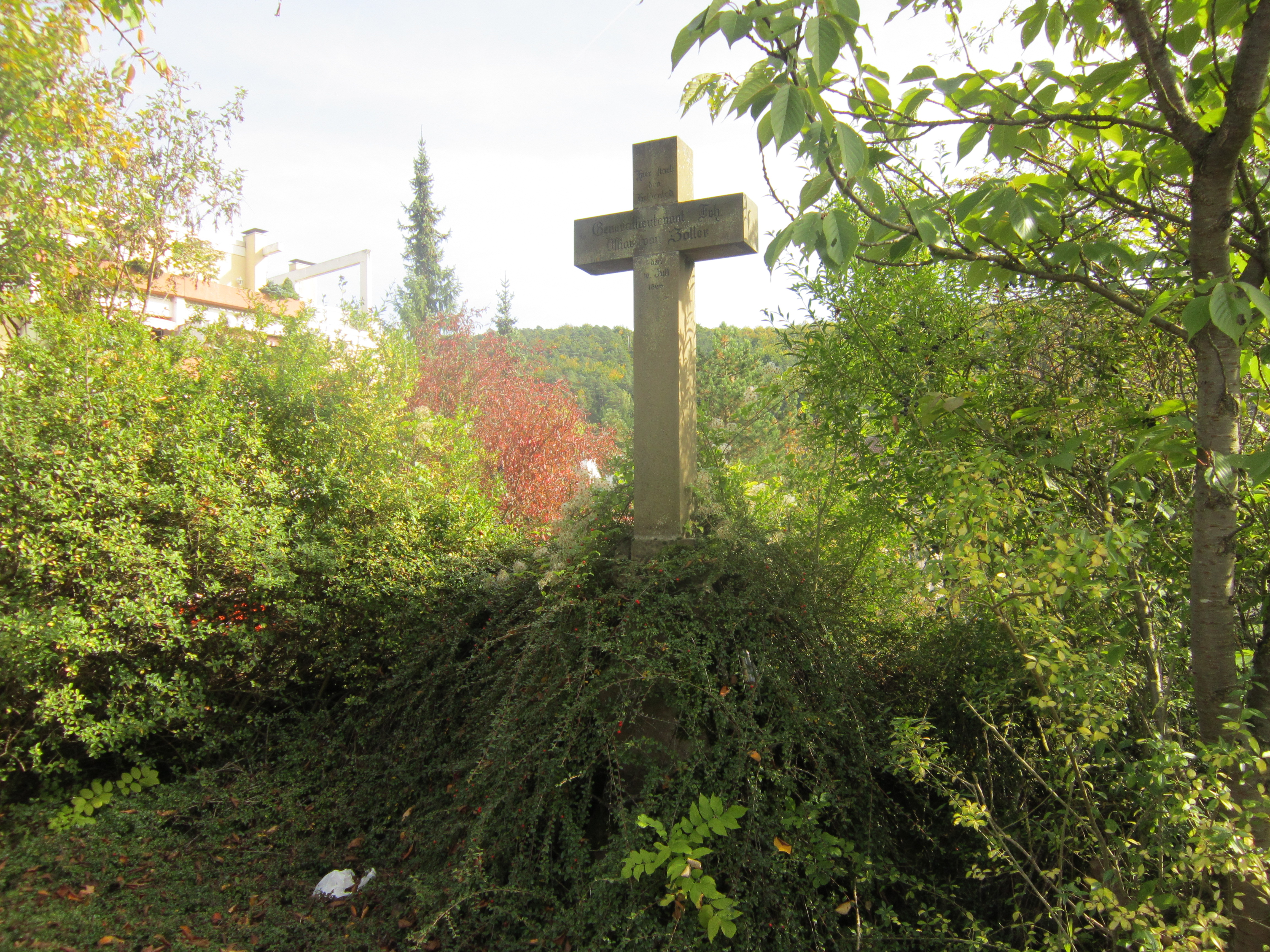
Der sogenannte Zoller-Gedenkstein am Ort seines Todes

Oskar Freiherr von Zoller (* 13. November 1809 in Straubing; † 10. Juli 1866 in Winkels) war ein bayerischer Generalleutnant.

## Leben
Er war der Sohn des bayerischen Generalleutnants Friedrich von Zoller (1762–1821), der im Jahr 1816 in der bayerischen Freiherrnklasse immatrikuliert wurde. Im Jahr 1827 trat Zoller als Junker beim Infanterie-Leib-Regiment in München in die Bayerische Armee ein, wurde 1828 zum Offizier und 1842 zum Hauptmann befördert. Noch als Oberleutnant hatte Zoller 1840/41 den späteren König Maximilian II. als Ordonnanzoffizier auf eine Griechenlandreise begleitet; laut Armeebefehl vom 3. Januar 1842 erhielt er das Ritterkreuz in Silber, des griechischen Erlöser-Ordens. Anschließend berief ihn König Ludwig I. zu seinem Flügeladjutanten. Später wurde er Hofmarschall des Kronprinzen und nachmaligen Königs Maximilian II., welcher ihn nach der Regierungsübernahme ebenfalls zu seinem Flügeladjutanten bestimmte.
Im Jahr 1850 kehrte er in den Truppendienst zurück und wechselte als Oberstleutnant zum 3. Infanterie-Regiment „Prinz Karl von Bayern“ nach Augsburg, dessen Kommandant er 1853 wurde. Zwei Jahre später übernahm Zoller als Generalmajor den Oberbefehl über die 7. Infanterie-Brigade in Bayreuth. Als solcher erhielt er 1860 den preußischen Roten Adlerorden II. Klasse und avancierte 1861 zum Generalleutnant und Generalkommandanten von Nürnberg.
Bei Ausbruch des Deutschen Krieges wurde er Generalkommandant der 3. Infanterie-Division. In diesem Kommando fiel er in der Schlacht bei Kissingen im Dorf Winkels bei Kissingen, getroffen von einem Granatsplitter, nachdem zuvor schon zwei Pferde unter ihm erschossen worden waren. Vier Monate später ließ sich König Ludwig II. am 28. November 1866 bei einem Kissingen-Besuch im Dorf Winkels jenen Platz zeigen, wo Zoller gefallen war, und fuhr anschließend nach Nüdlingen, wo man Zollers Leichnam damals im Pfarrhof aufgebahrt hatte. Zuvor war schon Ludwigs Mutter Marie von Bayern in Kissingen gewesen, hatte ebenfalls in Nüdlingen den Pfarrhof besucht und anschließend beim Bildhauer Michael Arnold zur Erinnerung an Zoller einen Zoller-Gedenkstein bestellt.
Im Laufe des Deutschen Krieges soll Zoller den Oberbefehlshaber der süddeutschen Truppen, Prinz Karl von Bayern, drei Mal um Entsatz der Hannoveraner gebeten haben, worauf hin man ihn zu drei Tagen Arrest verurteilt haben soll. Dieser Aussage hat das bayerische Kriegsministerium später widersprochen.
Zoller blieb zeitlebens unverheiratet. Oskar Zoller starb 1866 im Alter von 56 Jahren in Winkels.

## Grabstätte

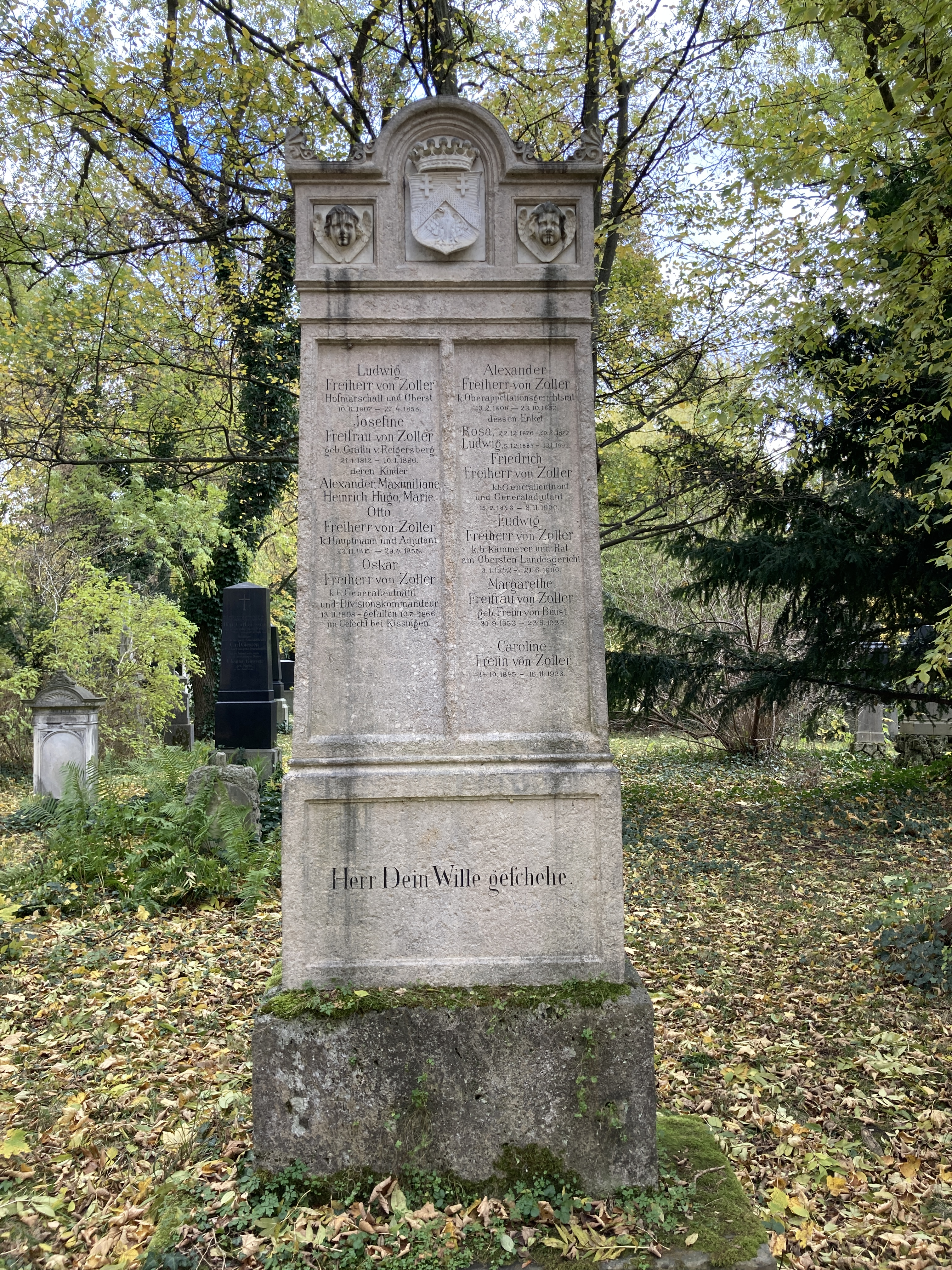
Grab von Oskar Zoller auf dem Alten Südlichen Friedhof in München

Die Grabstätte von Oskar Zoller befindet sich auf dem Alten Südlichen Friedhof in München (Gräberfeld 30 – Reihe 13 – Platz 7) Standort.

## Stiftung
Prinzregent Luitpold von Bayern genehmigte im Jahr 1901 eine „Freiherr Oskar von Zoller'sche Stiftung“, die sich die Unterstützung von Kriegsveteranen zur Aufgabe gemacht hat.